# Дворац кнеза Александра Карађорђевића
Дворац кнеза Александра Карађорђевића или Кнежев дворац налази се у самом центру Брестовачке бање. Подигнут је 1856. године по налогу кнеза Александра Карађорђевића, на брежуљку који доминира Брестовачком бањом.

## Изглед
Изграђен је под утицајем романске архитектуре која је у то време била доминантна у западној Европи. Основа зграде је правоугаоног облика. Приземље је изграђено од камена док је спрат грађен од опеке. Спољни и унутрашњи зидови су дебели. 
Дворац се састоји се од приземља и једног спрата. У приземљу се налази простран хол и две просторије. Из приземља се на спрат стиже каменим, монументалним степеницама. На спрату се налази салон са балконом и четири собе.

## Историјат
Две године пре пада прве владавине династије, 1856. године, Александар Карађорђевић даје налог да се изгради дворац, који је у оно време био најмодернији објекат у свим бањама у Србији. Споља, кнежев дворац оставља утисак складне градске архитектуре, која је у то време била присутнија у западном делу Европе. Испред дворца простирало се мало двориште и засвођеана капија.
За време владавине Кнеза Александра Карађорђевића, од 1842. до 1858. године, бању су посећивали припадницивладарске породице и друге знамените и угледне личности. То јој доноси епитет популарног места. 
Александар Карађорђевић лето је проводио у купању, одмору и повремено уз пратњу пријатеља ишао у лов на дивљач којом је околина била богата. Након изградње дворца, Кнез Александар подигао је и низ пратећих објеката у непосредној околини. Били су то „Ађутантски конак” и „Видиковац”. Данас ови објекти не постоје. Велика поплава почетком 20. века уништила је велико двоспратно здање познато под именом „Конаци кнегиње Љубице”.
Живот на двору је био организован по угледу на европске дворове и церемонијале на њима.
На српски престо, 1858. године, враћа се династија Обреновић и Карађорђевићи се отада нису више враћали у бању.

## Реконструкција
Дворац је први пут реконструисан 1969. године. Подземне воде, трагачи за благом и време, учинили су да дворац скоро потпуно пропадне. Како се ово културно-историјско добро не би скроз урушило и пропало, Завод за заштиту споменика културе у Нишу према идејном пројекту, извршио је комплетну реконструкцију летњиковца. Обнова је започета августа 2007. и комплетно завршена 2009. године. Свечано је поново отворен 29. октобра 2009. године.Дворац садржи сталну поставку предмета и докумената из времена династије Карађорђевић. На доњем спрату сада се налази сала за венчање, а на горњем је неколико соба које су предвиђене за различите музејске поставке.

## Значај
Резиденција кнеза Александра од 22. јуна 1949. године налази се под заштитом државе. Завод за заштиту споменика културе у Нишу прогласило га је културно-историјским добром.

## Галерија
- Балкон
- Фасада дворца
- Степениште